# Будине стопе
Будине стопе (Санскрит:Буддхапада) је отисак једног или оба Будина стопала. Појављује се у два облика: природни, у камену или стени, и гравирани или резбарени. Многи од ових „природних“, наравно, нису признати као стварни отисци Будиних стопа, већ њихове копије и сматрају се раним симболичким представама Буде.
Будиних стопа у Азији има веома много и то из различитих периода. Јапански аутор Motoji Niwa (丹羽基二 Niwa Motoji), који је годинама проналазио отиске стопала у многим азијским земљама, процењује да их је нашао више од 3.000, од којих око 300 у Јапану и више од 1.000 у Шри Ланки. Ови отисци често имају својствене ознаке, као што је Дхаммацхакка у самом центру отиска, или 32, 108 или 132 телесних обележја Буде, угравираних или насликаних на отиску.
Једна будистичка легенда говори да је за време свог живота Буда долетео на Шри Ланку и оставио отисак свог стопала на Адамовом врху да би назначио важност Шри Ланке као настављача својих учења, и такође отиске левог стопала у свим земљама у којима су његова учења призната. У Тајланду, најважнији од ових „природних“ отисака начињених у стени је крај манастира Пхра Пхуттхабатт у централном Тајланду. У Кини, за време Танг династије, откриће великог отиска Будиног стопала у Луојангу инспирисало је царицу Wu Zetian да свечано прогласи ту годину владавине, 701. нове ере, почетком ере Велике стопе.
Отисак као вајарско дело има дугу историју која почиње првим примерцима начињеним у Индији. И то за време аниконичке фазе будистичке уметности у Санчију, Бхархуту и другим местима у Индији, заједно са бодхи дрветом и Точком Учења. Касније је традици прављења стопала постала значајна у Сри Ланки, Бурми и Тајланду.
Исказивање поштовања клањањем до ногу учитеља или божанства било је опште место у индијској традицији, јер је спуштање главе на или испред ногу био ритуални израз преданости. Као реликвија, отисак Будине стопе био је разнолико класификован. Неки су уддесика, репрезентативне реликвије, други су парибхогика, реликвије за употребу тј. додиривање, и повремено саририка, који се не сматрају отисцима, већ стварним стопалима Буде. Неки од приказа отисака могу означавати догађаје из Будиног живота, а други могу бити прикази оних који се клањају стопама у храмовима. Према тврдњи француског учењака Пола Муса, отисци стопала су врста магијског објекта који „омогућава даљински утицај на људе који су са отисцима успоставили контакт."